# Cane della Serra da Estrela
Il cane della Serra da Estrela è una razza canina di origine portoghese appartenente al gruppo dei Molossoidi (2.2) del tipo cani da montagna.

## Storia
Vivendo da tempi remoti nella Serra da Estrela (alte montagne nel nord del Portogallo), malgrado le sue oscure origini, il cane della Serra da Estrela può essere considerato una della più antiche razze della penisola iberica. Può essere trovato dai piedi alla cima delle montagne, principalmente d'estate, quando, il pericolo di nevicate è praticamente scomparso e i verdi pascoli sono totalmente sfruttati. Come cane da pastore e da guardia, protegge il gregge dagli animali selvatici, diffusi in queste regioni. Questo cane può inoltre essere trovato in altre parti del paese, principalmente nel centro, ma tutti questi cani hanno le loro origini nelle montagne di Estrela.

## Descrizione
La coda, integra e lunga, arriva fino alla punta dei garretti ed assume la forma di scimitarra. Negli esemplari a pelo lungo il pelo forma una frangia e la coda termina ad uncino. Il pelo è forte, piuttosto grosso, ma non eccessivamente duro. Liscio e leggermente ondulato, è molto abbondante sia nella varietà a pelo lungo che a pelo corto. Di solito il pelo non è uniformemente distribuito.

## Carattere
L'aspetto caratteriale della razza è interessante. Questo cane avverte sempre prima di attaccare un intruso, che in seguito non avrà scampo. Sempre vigile, silenzioso e attento. Molto deciso nel suo lavoro, nella guardia al gregge e alla mandria e nella guardia alla proprietà a lui affidata. Nell'addestrare questa razza si ottengono eccellenti risultati perché dotata di grande memoria e di buona intelligenza. Ha il senso olfattivo molto sviluppato. La sua spiccata tempra gioca a favore della docilità.
Questa razza fa parte di quelle elencate nella Lista delle razze canine pericolose.